# Nevada (Texas)
Nevada es una ciudad ubicada en el condado de Collin en el estado estadounidense de Texas. En el Censo de 2010 tenía una población de 822 habitantes y una densidad poblacional de 132,3 personas por km².

## Geografía
Nevada se encuentra ubicada en las coordenadas 33°2′4″N 96°22′21″O / 33.03444, -96.37250. Según la Oficina del Censo de los Estados Unidos, Nevada tiene una superficie total de 6.21 km², de la cual 6.18 km² corresponden a tierra firme y (0.5%) 0.03 km² es agua.

## Demografía
Según el censo de 2010, había 822 personas residiendo en Nevada. La densidad de población era de 132,3 hab./km². De los 822 habitantes, Nevada estaba compuesto por el 91.48% blancos, el 2.8% eran afroamericanos, el 0.85% eran amerindios, el 0.61% eran asiáticos, el 0% eran isleños del Pacífico, el 2.92% eran de otras razas y el 1.34% pertenecían a dos o más razas. Del total de la población el 9% eran hispanos o latinos de cualquier raza.